# Kyohei Noda
Kyohei Noda (野田 恭平 Noda Kyohei?, nacido el 6 de octubre de 1981 en Kanagawa) es un exfutbolista japonés. Jugaba de guardameta y su último club fue el FC Gifu de Japón.

## Trayectoria

### Clubes
| Club                 | País  | Año         |
| -------------------- | ----- | ----------- |
| Tokyo Verdy          | Japón | 2000 - 2001 |
| Okinawa Kariyushi FC | Japón | 2002        |
| FC Ryukyu            | Japón | 2003 - 2008 |
| FC Gifu              | Japón | 2009 - 2012 |

## Estadística de carrera

### J. League
| Club           | Año   | J. League | J. League | Copa J. League | Copa J. League | Total | Total |
| Club           | Año   | Part.     | Goles     | Part.          | Goles          | Part. | Goles |
| -------------- | ----- | --------- | --------- | -------------- | -------------- | ----- | ----- |
| Verdy Kawasaki | 2000  | 0         | 0         | 0              | 0              | 0     | 0     |
| Tokyo Verdy    | 2001  | 0         | 0         | 0              | 0              | 0     | 0     |
| FC Gifu        | 2009  | 50        | 0         | -              | -              | 50    | 0     |
| FC Gifu        | 2010  | 33        | 0         | -              | -              | 33    | 0     |
| FC Gifu        | 2011  | 19        | 0         | -              | -              | 19    | 0     |
| FC Gifu        | 2012  | 3         | 0         | -              | -              | 3     | 0     |
| Total          | Total | 105       | 0         | 0              | 105            |       |       |